# Eugeniusz Geno Malkowski
Pour les articles homonymes, voir Malkowski.
Eugeniusz Geno Malkowski [/ɛu'gɛɲuʂ 'ɡɛnɔ mau'kɔfski/], né le 5 septembre 1942 à Gdynia (Pologne) et mort le 20 août 2016 à Zamość (Pologne), est un artiste peintre polonais, professeur à l'Université de Varmie et Mazurie d'Olsztyn, fondateur et membre de plusieurs associations et groupes artistiques, organisateur d'expositions d'art polonais moderne, promoteur d'arts plastiques connu par ses actions de la peinture rapide et participative.

## Biographie
Eugeniusz Małkowski est né à Gdynia. Il passe son enfance à Lębork où sa famille s'installe après la Seconde Guerre mondiale. En 1957 il commence sa formation artistique au Lycée d'Arts Plastiques à Wrocław et la poursuit à l'Académie des Beaux-Arts de Varsovie dans les ateliers des professeurs Juliusz Studnicki and Artur Nacht-Samborski. Après ses études, en 1969, il fonde son premier groupe artistique Arka qu'il transforme en 1972 en un mouvement artistique plus large appelé O Poprawę (Pour l’Amélioration) réunissant environ quatre-vingts jeunes artistes de la région de Varsovie. 
Dans les années 1970, il est très actif dans les structures de l'Union des Artistes Plasticiens Polonais  (ZPAP). Il organise des expositions d'art contemporain en Pologne et à l'étranger (parmi d'autres en France) et publie des articles sur l'art dans des magazines hebdomadaires.
Dans les années 1980, il cofonde le groupe artistique multidisciplinaire Świat (Monde) réunissant beaucoup d'artistes polonais aux influences très variées. Depuis 1990 il passe de nombreuses saisons en France où il fonde l'association artistique ARA (Association pour le Renouveau de l'Art). Habituellement il organise des expositions collectives de tous ses groupes artistiques. 

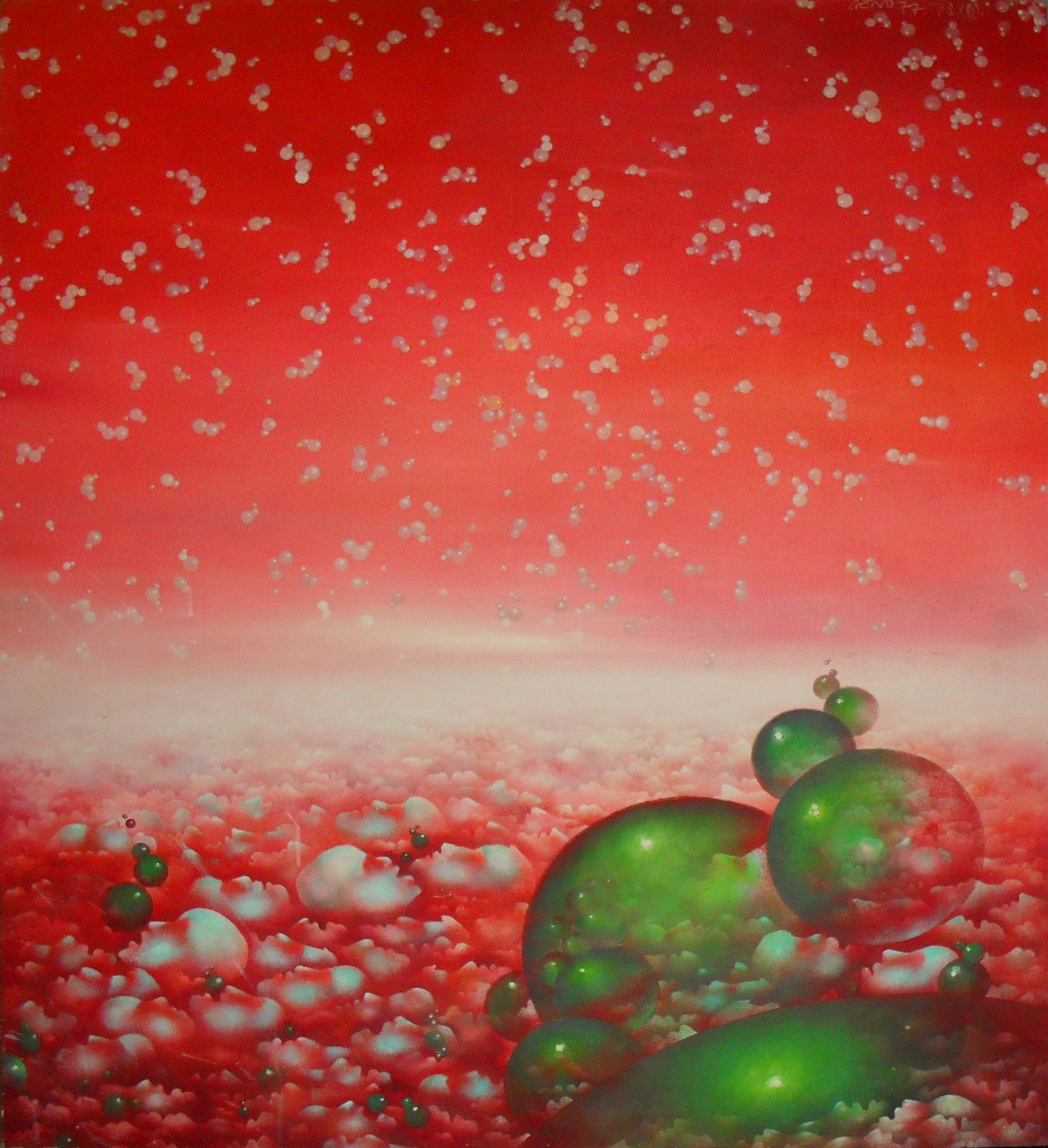
Nos Temps, de la série «Le Grand Monde» (1971).

Entre 1991-2012 il travaille en tant que professeur d'arts plastiques à l'Université de Varmie et Mazurie d'Olsztyn. 
Il a eu plus de 100 expositions individuelles et participé à plus de 300 expositions collectives. Ses œuvres font partie des collections de musées nationaux et régionaux polonais et des collections privées.

## Œuvre et style
Après le diplôme il a adapté la technique du graffiti en l'appliquant directement sur la toile avec une brosse à pochoir, méthode nommée tapping. Ses premières œuvres créées de cette façon représentaient des profils humains, des sphères transparentes ou des contours de mains sur des fonds célestes et irréels. Dans les années suivantes il y a ajouté d'autres formes irrégulières en s'approchant à l'abstraction lyrique. Les titres de ces travaux commentaient de manière métaphorique le monde quotidien (Séries : «Wielki Świat» (Le Grand Monde), «Krzyk» (Le cri) or «Exodus»).

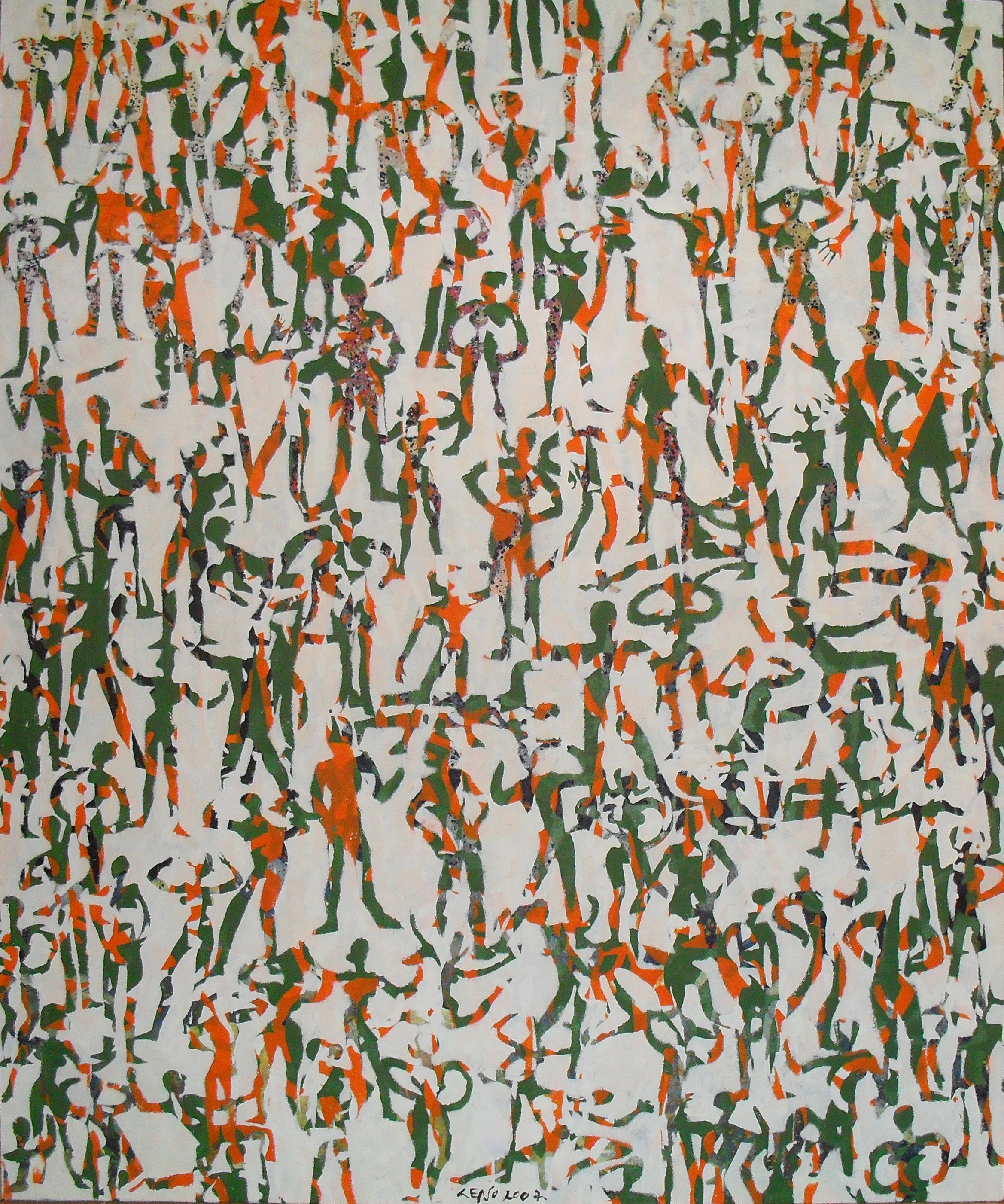
Où suis-je?, de la série «Générations» (2007).

Dans les années 1980, il a introduit des éléments figuratifs dans ses œuvres et a commencé à expérimenter avec l'espace de l'œuvre artistique (série «Obszary» (Territoires)). Il a aussi expérimenté avec une forme mixte du collage et graffiti sur toile (série «Współcześni» (Contemporaines)). Dans les années 1990, il a opté pour la peinture rapide et l'expressionnisme abstrait. Il reproduisait des personnes ou des situations d'une façon spontanée, automatique et subconsciente. 
Durant la première décennie du XXIe siècle, il retourne au graffiti en utilisant des pochoirs de silhouettes humaines multicolores sur le fond monochromatique (série «Pokolenia» (Générations)).
Entre 1990 et 2010, il a fait de nombreux happenings ayant comme l'objectif la promotion de l'art moderne parmi des publics non spécialisés. Il pratiquait des sessions de la peinture contre-la-montre pendant lesquelles il invitait des spectateurs à peindre avec lui. Les œuvres ainsi créées étaient ensuite présentées dans des galeries d'arts.
Il est mort le 20 août 2016 à Zamość, où il est allé pour réaliser une action de peinture rapide en public de 30 tableaux intitulée Portraits d'habitants célèbres de la ville de Zamość.